# Монтадет
Монтаде́т (фр. Montadet) — коммуна во Франции, находится в регионе Юг — Пиренеи. Департамент — Жер. Входит в состав кантона Ломбес. Округ коммуны — Ош.
Код INSEE коммуны — 32276.

## География
Коммуна расположена приблизительно в 620 км к югу от Парижа, в 50 км юго-западнее Тулузы, в 36 км к юго-восточнее от Оша.

## Климат
Климат умеренно-океанический. Лето жаркое и немного дождливое, температура часто превышает 35 °С. Зимой часто бывает отрицательная температура и ночные заморозки. Годовое количество осадков — 700—900 мм.

## Население
Население коммуны на 2010 год составляло 82 человека.
| 1962 | 1968 | 1975 | 1982 | 1990 | 1999 | 2010 |
| ---- | ---- | ---- | ---- | ---- | ---- | ---- |
| 104  | 101  | 115  | 103  | 98   | 72   | 82   |

## Администрация
| Период | Период | Фамилия    | Партия | Примечания |
| ------ | ------ | ---------- | ------ | ---------- |
| 2001   | 2020   | Пьер Лаком |        |            |

## Экономика
В 2010 году среди 49 человек трудоспособного возраста (15-64 лет) 34 были экономически активными, 15 — неактивными (показатель активности — 69,4 %, в 1999 году было 73,2 %). Из 34 активных жителей работали 32 человека (16 мужчин и 16 женщин), безработных было 2 (1 мужчина и 1 женщина). Среди 15 неактивных 5 человек были учениками или студентами, 5 — пенсионерами, 5 были неактивными по другим причинам.